# Cittadina

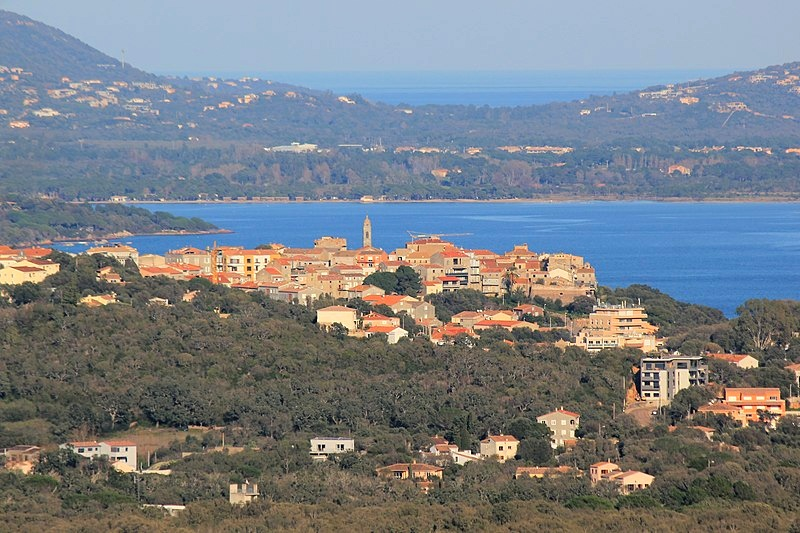
Veduta di Porto Vecchio, cittadina portuale della Corsica

Nel linguaggio comune, per cittadina (letteralmente "piccola città") si intende un centro abitato di dimensioni piuttosto contenute ma dotato di un certo rilievo amministrativo o culturale. Solitamente un piccolo centro di scarso prestigio è invece definito paese, mentre per borgo si intende talvolta un centro abitato di media rilevanza. Un altro termine correlato è quello storico di villa, denominazione di origine latina che si riflette anche nel francese ville, nel catalano vila e nello spagnolo villa.
Nella letteratura geografica italiana si può usare come traduzione dell'inglese town o township (riservando città per city).

## Dimensioni

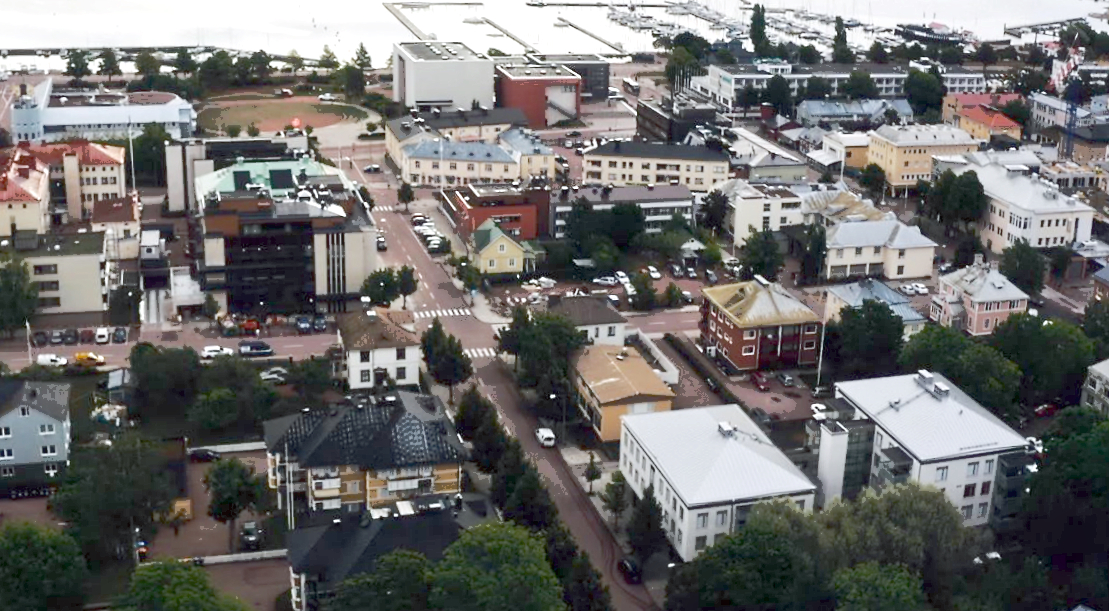
Mariehamn, cittadina delle Åland (Finlandia) con oltre 10.000 abitanti.

Alcune fonti, al fine di misurare l'attrattività dei centri abitati, dividono le cittadine in un 1º e un 2º livello, considerando di primo livello le cittadine con un numero di addetti del settore terziario compreso tra i 4.900 e i 3.500 e di secondo livello quelle tra i 3.400 e i 2.500. Al di sotto delle cittadine, in tale scala di attrattività, si collocano i borghi, al di sopra le piccole città.
Nel 1997 l'Istituto Enciclopedico Italiano considerava cittadine i centri abitati tra i 10.001 e i 50.000 abitanti.
Ciò che comunemente si intende per cittadina può comunque variare a seconda del contesto geografico in cui ci si trova. Ad esempio mentre nelle zone industriali del nord Italia vengono considerate cittadine anche centri di poche migliaia di abitanti, nel sud Italia agglomerati anche più vasti, se composti prevalentemente di abitazioni rurali, non sono generalmente considerati tali. Sovente nelle aree essenzialmente agricole le cittadine sono i centri ove maggiormente si concentrano il commercio e l'artigianato.
In talune nazioni le cittadine godono invece di status ufficiale: ad esempio, le cittadine giapponesi (町?, machi, o chō) contano fino a un massimo di 50 000 abitanti (oltre il quale possono ambire allo status di città), mentre il limite minimo oscilla da 3 000 a 15 000 abitanti a seconda della prefettura di appartenenza.